# Gruver (Iowa)
Gruver es una ciudad ubicada en el condado de Emmet en el estado estadounidense de Iowa. En el Censo de 2010 tenía una población de 94 habitantes y una densidad poblacional de 279,18 personas por km².

## Geografía
Gruver se encuentra ubicada en las coordenadas 43°23′35″N 94°42′13″O / 43.39306, -94.70361. Según la Oficina del Censo de los Estados Unidos, Gruver tiene una superficie total de 0.34 km², de la cual 0.34 km² corresponden a tierra firme y (0%) 0 km² es agua.

## Demografía
Según el censo de 2010, había 94 personas residiendo en Gruver. La densidad de población era de 279,18 hab./km². De los 94 habitantes, Gruver estaba compuesto por el 97.87% blancos, el 2.13% eran afroamericanos, el 0% eran amerindios, el 0% eran asiáticos, el 0% eran isleños del Pacífico, el 0% eran de otras razas y el 0% pertenecían a dos o más razas. Del total de la población el 1.06% eran hispanos o latinos de cualquier raza.